# Аскёй
Аскёй (норв. Askøy) — остров и коммуна в губернии (фюльке) Хордаланн в центральной части юго-западного региона Норвегии — Вестланн. Административный центр коммуны — деревня Клеппестё. С 2007 года глава администрации — Кнут Хансельманн (Knut Hanselmann) от партии прогресса. По размеру остров Аскёй занимает 45 место среди островов Норвегии.

## История

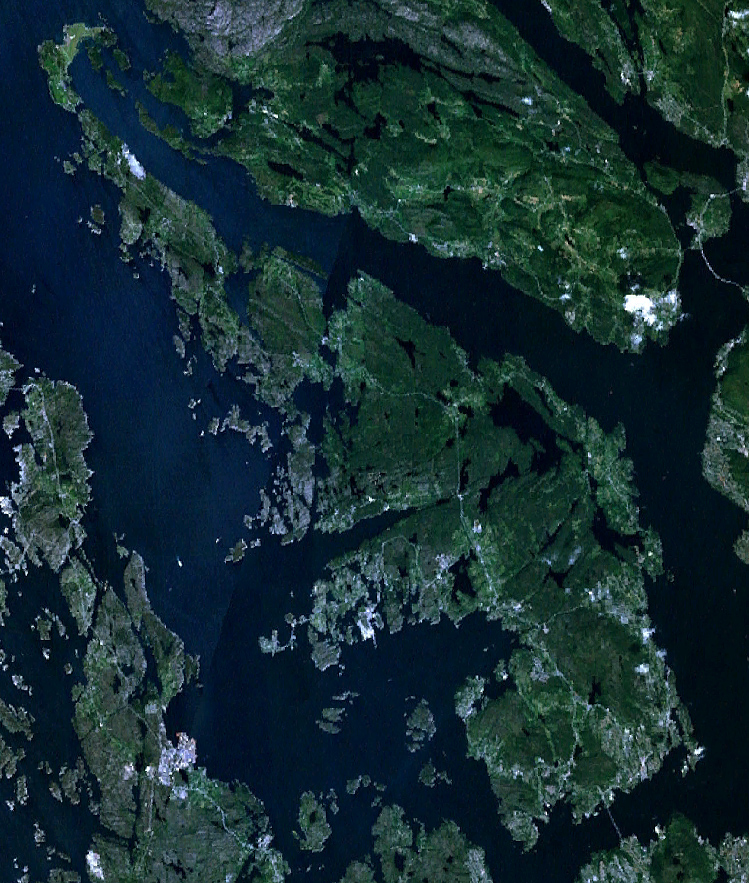
Спутниковый снимок Аскёй

### Имя
Первая часть названия — Ask, происходит от названия стоявшей на восточной части острова ферме Ask, название которой, в свою очередь, происходит от askr — ясень. Вторая часть — øy означает «остров».

### Герб
Герб коммуны утверждён 28 сентября 1961 года. На серебряном фоне изображён стилизованный зелёный ясень, что является отсылкой к названию коммуны\острова. Ясень стоит на зелёном острове, а внизу герба — три зелёные волны, что указывает на географическое расположение коммуны.

## География
Аксёй со всех сторон омывается фьордами. На севере от него лежит другая островная коммуна — Меланд, на юго-западе — коммуна Фьелль, на северо-западе — коммуна Эйгарден. К юго-востоку от Аксёй расположен Берген — второй по величине город Норвегии, административный центр фюльке Хордаланн.
Кроме главного острова (Аксёй) в состав коммуны входят острова Хердла, Рамсёй, Хорсёй и несколько совсем небольших островов. Остров Хердла — популярное место отдыха, на нём сохранилась старая немецкая авиабаза времён Второй мировой войны.

## Культура и спорт
Аксёй — родина нескольких спортивных клубов. Самый старый из них — клуб лёгкой атлетики Ask Idrettslag, основан в 1928 году. Футбольный клуб Askøy Fotballklub основан в 1999 году, одна из его команд играет в третьем дивизионе страны.
Каждое лето на острове проводится музыкальный фестиваль «Lost Weekend». Проведённый впервые в августе 2001 года, фестиваль привлекает множество норвежских музыкальных групп. Несколько раз фестивалю угрожали серьёзные экономические проблемы.
В деревне Струссхамн сохранилось несколько деревянных строений начала XVIII века. В то время остров служил карантинной гаванью Бергена. Сегодня деревня — один из культурных центров Аскёй с музеем истории острова.

### Транспорт
Между административным центром острова — деревней Клеппестё и Бергеном существует регулярное паромное сообщение, на дорогу в одну сторону уходит всего 10 минут. Раньше это был единственный способ попасть с острова на континент. В декабре 1992 года между Аскёй и Бергеном был открыт Аскёйский мост (норв. Askøybrua) — подвесной мост через Бюфьорд. Мост длиной 1057 метров имеет самый длинный основной пролёт среди мостов Норвегии(850 метров). Сначала проезд по мосту стоил 100 крон, но с 18 ноября 2006 года проезд стал бесплатным. Теперь это основной способ сообщения Аскёй с материковой Норвегией.

## Промышленность
На острове развито рыболовство, в деревне Аск выращивается клубника, которая выращивается здесь в промышленных масштабах.
Кроме того, в Аскёй расположено несколько судостроительных предприятий: Viksund Yachts of Norway в Струссхамне ,Viknes в Бакавогене и NB Marine в Хердле.
Ряд других предприятий расположен в коммуне: Hanøytangen , Mjølkeviksvarden и Storebotn.

## Другие населённые пункты острова
В восточной части острова находится деревня Аск. В ней расположена старая католическая церковь, её прежнее местоположение (с 1200 по 1741) отмечено каменным крестом. Кроме того, в Аске расположена королевская резиденция — kongsgård (дословно «королевская ферма»).
В разные годы в деревне жили известный норвежский полярный исследователь Фритьоф Нансен и популярная норвежско-датская писательница Амалия Скрам.

## Статистика
| Рост населения с 1769 года |      |      |       |       |       |       |       |       |       |
| 1769                       | 1951 | 1960 | 1970  | 1980  | 1990  | 2000  | 2010  | 2020  | 2030  |
| 897                        | 7616 | 9688 | 14085 | 16735 | 18631 | 19727 | 25049 | 30910 | 36513 |

По данным норвежских властей, по количеству жителей (24432) Аскёй занимает 41 место среди коммун Норвегии, по размеру — 386 место среди коммун и 45 место среди островов Норвегии. После постройки моста, соединившего Аскёй с Бергеном, население коммуны сильно выросло и до сих пор растёт. Уровень роста населения в коммуне (16,2 % за 10 лет) один из самых высоких по всей стране. Общая площадь Аскёй 100 км², из них 94км² приходятся на сушу, плотность населения — 237 человек/км². Причём, наиболее высокая плотность населения наблюдается в районе моста, в то время как северная и западная части острова почти не заселены.